# Monza Open 2025
Il Monza Open 2025 è stato un torneo maschile di tennis professionistico. È stata la 1ª edizione del torneo, facente parte della categoria Challenger 100 nell'ambito dell'ATP Challenger Tour 2025, con un montepremi di 145 000 €. Si è giocato dal 7 al 13 aprile 2025 sui campi in terra rossa del  Villa Reale Tennis di Monza, in Italia.

## Partecipanti

### Teste di serie
| Nazionalità | Giocatore             | Ranking* | Testa di serie |
| ----------- | --------------------- | -------- | -------------- |
| Belgio      | Raphaël Collignon     | 96       | 1              |
| Stati Uniti | Nishesh Basavareddy   | 108      | 2              |
| Brasile     | Thiago Seyboth Wild   | 113      | 3              |
| Argentina   | Federico Coria        | 126      | 4              |
| Argentina   | Juan Manuel Cerúndolo | 128      | 5              |
| Francia     | Harold Mayot          | 136      | 6              |
| Spagna      | Martín Landaluce      | 153      | 7              |
| Rep. Ceca   | Dalibor Svrčina       | 154      | 8              |
| Croazia     | Duje Ajduković        | 166      | 9              |

* Ranking al 31 marzo 2025.

### Altri partecipanti
I seguenti giocatori hanno ricevuto una wild card per il tabellone principale:
- Federico Cinà
- Pietro Fellin
- Jacopo Vasamì

Il seguente giocatore è entrato in tabellone come special exempt:
- Vitaliy Sachko

I seguenti giocatori sono entrati in tabellone come alternate:
- Murkel Dellien
- Filip Misolic
- Khumoyun Sultanov

I seguenti giocatori sono passati dalle qualificazioni:
- Sumit Nagal
- Enrico Dalla Valle
- Mika Brunold
- Dimitar Kuzmanov
- Mili Poljičak
- Andrea Picchione

Il seguente giocatore è entrato in tabellone come lucky loser:
- Rémy Bertola

## Punti e montepremi
| Torneo    | Torneo              | V      | F     | SF    | QF    | 2T    | 1T    | Q | Q2  | Q1  |
| Singolare | Punti               | 100    | 50    | 25    | 14    | 7     | 0     | 4 | 2   | 0   |
| Singolare | Premi in denaro (€) | 16 020 | 9 415 | 5 555 | 3 240 | 1 900 | 1 160 | – | 580 | 290 |
| Doppio    | Punti               | 100    | 50    | 25    | 14    | –     | 0     | – | –   | –   |
| Doppio    | Premi in denaro (€) | 6 845  | 4 050 | 2 400 | 1 420 | –     | 800   | – | –   | –   |

## Campioni

### Singolare
Raphaël Collignon ha sconfitto in finale  Vitaliy Sachko con il punteggio di 6–3, 7–5.

### Doppio
Sander Arends /  Luke Johnson hanno sconfitto in finale  Filippo Romano /  Jacopo Vasamì con il punteggio di 6–1, 6–1.